# Дамаш, Витор
Ви́тор Мануэ́л Афо́ншу Да́маш де Оливе́йра (порт. Vítor Manuel Afonso Damas de Oliveira; 8 октября 1947, Лиссабон — 10 сентября 2003, там же) — португальский футболист, вратарь, игрок сборной Португалии, за которую отыграл 29 матчей, дебютировав 6 апреля 1969 года и проведя последний матч 11 июля 1986 года. Дважды чемпион Португалии (1970 и 1974) и трижды обладатель Кубка Португалии (1971, 1973, 1974), обладатель Суперкубка Португалии (1987).
По опросу МФФИИС занимает 40-е место среди лучших вратарей Европы XX века.